# Masdevallia rigens
Masdevallia rigens är en orkidéart som beskrevs av Carlyle August Luer. Masdevallia rigens ingår i släktet Masdevallia och familjen orkidéer.
Artens utbredningsområde är Peru. Inga underarter finns listade i Catalogue of Life.

## Bildgalleri

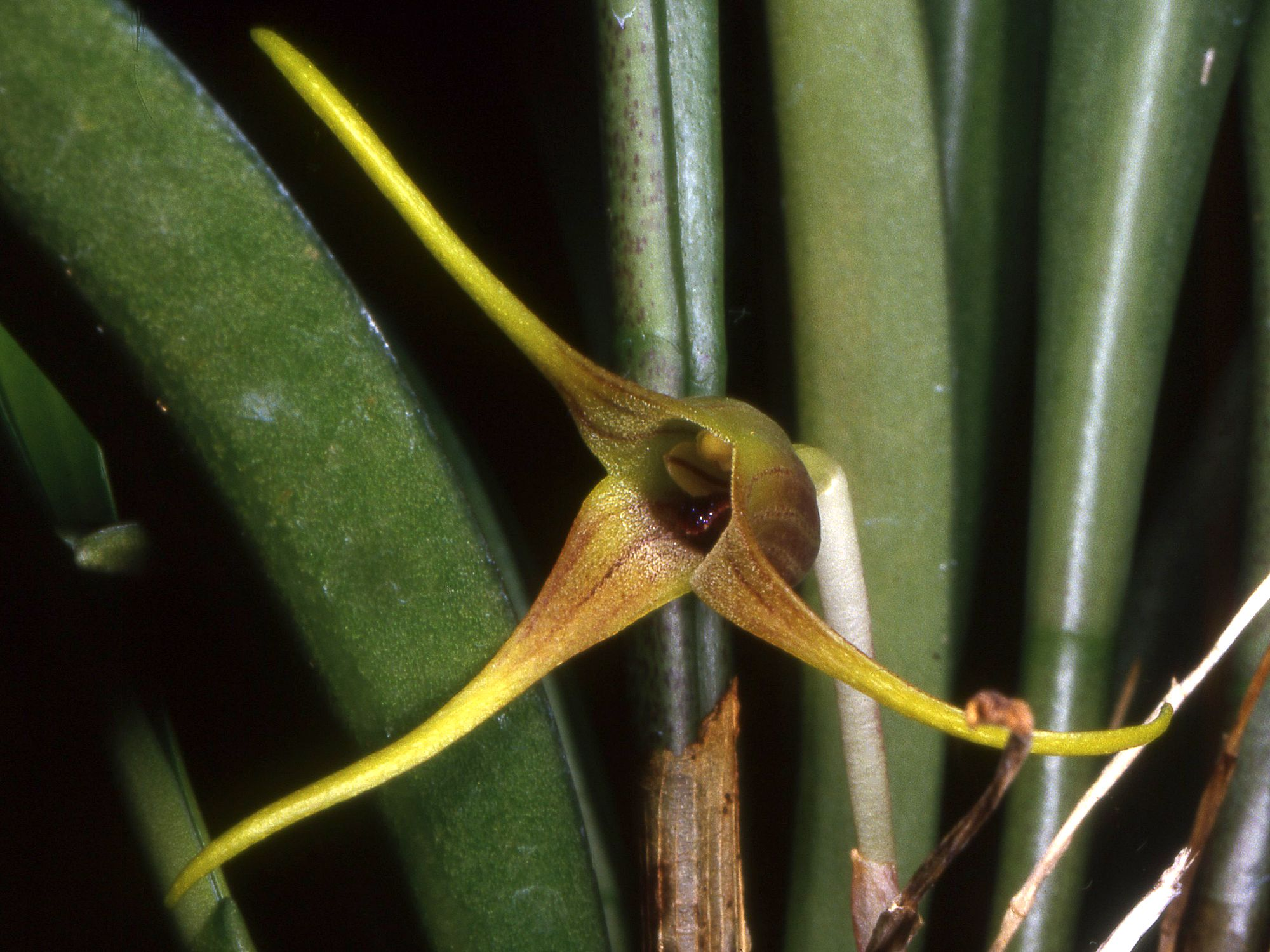
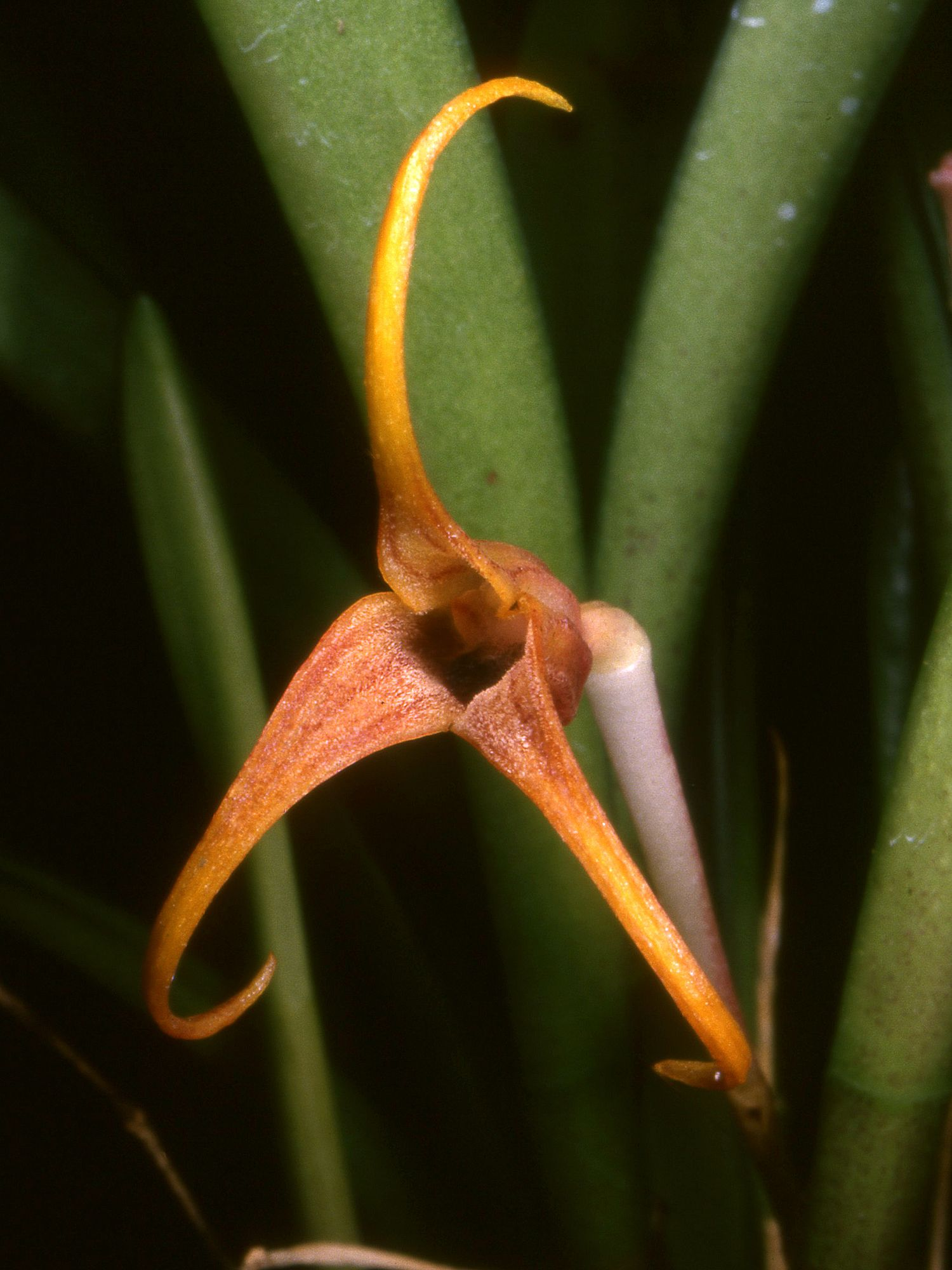